# Kid Lavigne
George Henry Lavigne (Bay City, 6 de dezembro de 1869 - Detroit, 9 de março de 1928) foi um pugilista americano, que deteve o título mundial dos pesos-leves entre 1896 e 1899. Lavigne foi o segundo campeão mundial dos pesos-leves da história, tendo sido precedido apenas pelo legendário Jack McAuliffe.

## Biografia
Lavigne começou sua carreira profissional em 1886, lutando em Saginaw, quando tinha apenas 16 anos, o que acabou lhe rendendo seu apelido "The Saginaw Kid" (pt:"O garoto de Saginaw"). Em um avassalador início de carreira, Lavigne manteve-se invicto durante 41 lutas, vindo a sofrer sua primeira derrota somente em 1899.
Assim que o campeão mundial Jack McAuliffe anunciou sua aposentadoria, Lavigne iniciou sua trajetória rumo ao título deixado em aberto, subindo ao ringue contra Andy Bowen, no final de 1894, em uma luta na qual ambos os lutadores entraram para disputar o título americano dos pesos-leves. Lavigne venceu essa luta, mediante um nocaute aplicado em Bowen. Contudo, apesar de sua importante vitória dentro do ringue, Lavigne não teve motivos para celebrar, haja vista que, na manhã do dia seguinte, Bowen veio a falecer em decorrência das lesões sofridas durante a luta. Lavigne chegou a ser detido pela polícia, porém logo depois foi inocentado e solto de volta.
Decorrido quase um ano após sua trágica luta contra Bowen, já em meados de 1895, Lavigne manteve seu título americano dos leves, ao conseguir um empate contra Young Griffo, em uma luta bastante complicada para Lavigne, em virtude da incrível habilidade defensiva de Griffo. Em seguida, ainda em 1895, Lavigne defendeu seu título mais uma vez, quando conseguiu obter uma vitória, nos pontos, diante do então proeminente Joe Walcott.
Fortalecido pelos seus sucessos ante Griffo e Walcott, Lavigne então viajou até Londres, a fim de enfrentar o campeão britânico dos leves Dick Burge, em uma luta válida pelo título mundial vago dos pesos-leves. Realizada em meados de 1896, a luta entre Lavigne e Burge foi bastante equilibrada, tendo Lavigne sofrido até um certo castigo de Burge, antes de conseguir enfim nocauteá-lo no 17º assalto.
Uma vez campeão mundial dos pesos-leves, entre 1896 e 1898, Lavigne fez seis defesas bem-sucedidas do seu título, dentre as quais, conseguiu até mesmo impor um nocaute sobre seu antigo rival Joe Walcott.
Então, no começo de 1899, Lavigne decidiu subir de categoria, no intuito de tentar capturar o título mundial dos meios-médios, que naquela ocasião estava em posse do canadense Mysterious Billy Smith. Nocauteado pelo campeão, no decorrer do 14º round, Lavigne acabou ali sofrendo sua primeira derrota na carreira.
Após essa sua tentativa fracassada de conquistar o título dos meio-médios, Lavigne retornou à categoria dos leves, a fim de defender seu título contra Frank Erne, um lutador que já havia tentado retirar o título de Lavigne anteriormente. Realizada apenas quatro meses após a derrota para Smith, esse segundo encontro entre Lavigne e Erne terminou com a vitória de Erne, de modo que assim Erne pôs um fim ao duradouro reinado de Lavigne.
Derrotado por Erne, em sua luta seguinte, Lavigne acabou sendo nocauteado por George McFadden, naquela que foi sua terceira derrota ao longo do ano de 1899. Outrora um lutador invencível, entre 1901 e 1909, Lavigne realizou apenas cinco lutas, tendo perdido três delas.
Aposentando de vez suas luvas em 1909, Lavigne viveu até 1928, quando veio a falecer, aos 58 anos, de um ataque cardíaco.
Em 1998, Kid Lavigne foi incluído na galeria nos maiores boxeadores de todos os tempos, que hoje têm seus nomes imortalizados no International Boxing Hall of Fame.